# علي حاجي
علي حبيب حاجي (3 مارس 1991) لاعب كرة قدم بحريني يلعب حاليا لصالح نادي الدرجة الأولى المنامة البحريني في مركز المهاجم من 2009.